# راي أرمستيد
راي أرمستيد (بالإنجليزية: Ray Armstead)‏ هو منافس ألعاب قوى أمريكي، ولد في 27 مايو 1960 في سانت لويس في الولايات المتحدة.

## وصلات خارجية
- راي أرمستيد على موقع الاتحاد الدولي لألعاب القوى (الإنجليزية)
- راي أرمستيد على موقع اللجنة الأولمبية الدولية (الإنجليزية)
- راي أرمستيد على موقع أوليمبيديا (الإنجليزية)